# Трохопулос, Панайотис
Панайо́тис Трохо́пулос (греч. Παναγιώτης Τροχόπουλος; род. 14 ноября 1982, Верия) — греческий пианист.
Окончил Московскую консерваторию (2006), ученик Николая Петрова.
Приобрёл известность, исполнив в 2005 г. в Минске фортепианный концерт Павла Пабста (дирижёр Мариус Стравинский); концертная запись этого сочинения, вместе с Рапсодией на тему Паганини Сергея Рахманинова, была выпущена лейблом Cameo Classics. В 2008 г. той же студией выпущен первый в мире диск с произведениями Джозефа Холбрука (к 130-летию композитора) в исполнении Трохопулоса; критика отмечает «совершенство и музыки и исполнения, варьирующих от бури и страсти до воздушности и тонкости».
Выступал также с концертами Рахманинова, Иоганнеса Брамса, Сергея Прокофьева вместе с оркестрами России, Болгарии, Румынии, гастролировал в Греции, Германии, Италии, Швеции и США.